# روئلاندز، استرالیای غربی
روئلاندز (به انگلیسی: Roelands) یک شهرک در استرالیا است که در استرالیای غربی واقع شده‌است.